# Observatório de turismo
Um observatório de turismo é uma estrutura sistemática e contínua que coleta, analisa e dissemina dados e informações sobre o setor turístico de um determinado destino. Seu objetivo principal é fornecer subsídios para a tomada de decisões estratégicas, tanto para o setor público quanto para o privado, visando o desenvolvimento sustentável do turismo.

## Atribuições de observatório de turismo
- Coleta dados: reúne informações sobre diversos aspectos do turismo, como fluxo de turistas, gastos, ocupação hoteleira, atrativos turísticos, entre outros.
- Analisa dados: processa e interpreta os dados coletados, identificando tendências, padrões e relações entre as diferentes variáveis.
- Dissemina informações: divulga os resultados de suas análises para diversos públicos, como gestores públicos, empresários do setor, pesquisadores e sociedade em geral.
- Suporta a tomada de decisões: fornece informações relevantes para o planejamento, a gestão e a avaliação de políticas públicas e estratégias de desenvolvimento turístico .

## Tipos de pesquisa em observatórios de turismo
Observatórios de turismo realizam diversos tipos de pesquisa, incluindo:
- Pesquisa quantitativa: Utiliza métodos estatísticos para analisar dados numéricos, como pesquisas de opinião, levantamentos e análises de dados secundários.
- Pesquisa qualitativa: Explora a dimensão subjetiva do turismo, através de entrevistas, grupos focais e análise de documentos, buscando compreender as percepções, experiências e opiniões dos turistas e dos agentes locais.
- Pesquisa exploratória: Tem como objetivo aprofundar o conhecimento sobre um determinado tema, identificando novas questões e oportunidades de pesquisa.
- Pesquisa descritiva: Descreve as características de um fenômeno turístico, como o perfil dos turistas, a oferta de produtos turísticos e a demanda por serviços.
- Pesquisa explicativa: Busca identificar as causas e os efeitos de um fenômeno turístico, estabelecendo relações de causa e efeito entre as variáveis.[2]

## Stakeholders envolvidos em observatórios de turismo
A construção e o funcionamento de um observatório de turismo envolvem a participação de diversos atores, ou stakeholders. Os principais são:
- Setor público: Governos municipais, estaduais e federal, órgãos de turismo, secretarias de desenvolvimento econômico.[1][2]
- Setor privado: Empresas de turismo, hotéis, restaurantes, agências de viagens, empresas de transporte.[1][2]
- Academia: Universidades, centros de pesquisa, pesquisadores.[1][2]
- Sociedade civil: Associações de moradores, ONGs, comunidades locais.[1][2]

Os observatórios de turismo enfrentam diversos desafios, como a necessidade de recursos financeiros, a falta de dados padronizados e a complexidade do setor turístico. No entanto, a criação da Rede Brasileira de Observatórios de Turismo (RBOT) representa um avanço significativo na busca por soluções para esses desafios. Ao conectar diferentes atores e promover a troca de experiências, a RBOT contribui para o fortalecimento da pesquisa em turismo e para a melhoria da qualidade dos dados disponíveis (Marques, Monteiro, & Souza Neto, 2021). Para o futuro, espera-se que a RBOT continue a crescer e a se consolidar como uma referência na pesquisa em turismo no Brasil, contribuindo para o desenvolvimento de um setor turístico mais competitivo e sustentável.